# Земское либеральное движение
Земское либеральное движение — одно из направлений общественного движения второй половины XIX — начала XX вв. В основу земской либеральной программы легли размышления либеральной оппозиции 1850-х-1860-х гг. о сочетании политической централизации с административной децентрализацией, признании необходимости гласности, ослаблении цензуры и др.
Земства были формой местного самоуправления, введенной в 1864 году одновременно с введением представительных начал в самоуправление городов. С тех пор либералы стали смотреть на эти учреждения как на семя, из которого должно было вырасти представительное правительство России.
Корни формирования земской оппозиции связаны, во-первых, с либеральными убеждениями части дворянства, а, во-вторых с притеснениями со стороны правительства. Например, в 1866 г. было установлено предельное обложение земскими сборами торгово-промышленных заведений, в 1867 г. последовал запрет губернским земствам поддерживать контакты друг с другом, вводилась цензура земских отчетов и журналов. Эти меры вряд ли были адекватны ситуации, так как земства пока стояли вне политики. Наконец, чрезвычайные меры против революционных народников в конце 1870-х — начале 1880-х гг., особое судопроизводство по политическим делам не соответствовали размаху действий народников, что побудило земство развернуть легальную борьбу с произволом властей. В западной литературе распространено мнение о недовольстве дворянства государственной экономической политикой, отдававшей предпочтение индустриализации, как побудительном мотиве оформления земской оппозиции.
Н. М. Пирумова выделила признаки для включения земских гласных в состав земской оппозиции: участие в полулегальных и нелегальных либеральных организациях, земских съездах или съездах различных обществ, работа в Вольном экономическом обществе или Комитете грамотности, выступления в прессе или на губернских и уездных земских собраниях. На основании этих критериев подсчитано, что к земскому либеральному движению можно отнести всего около 300 гласных, а участие в нем земских служащих, так называемого «третьего элемента» — скорее исключение, чем правило.
Программные требования земского либерализма как самостоятельного направления общественного движения были сформулированы в конце 1870-х гг., когда в земских адресах монарху прозвучала просьба о конституции. Одно из самых радикальных выступлений земских деятелей конца 1870-х гг. — записка И. И. Петрункевича «Очередные задачи земства» (1879), где выражались требования свободы слова и печати, а также созыва Учредительного собрания. Распространенной идеей становился созыв представительного органа при монархе, что мыслилось как «увенчание здания» земских учреждений.
Экономические требования земского либерализма заключались в снижении выкупных платежей, отмене паспортной системы и круговой поруки для крестьян, отмене подушной подати, введении прогрессивного подоходного налога, организации переселений и мелкого поземельного кредита для крестьян как способов решения проблемы малоземелья. Земские либеральные круги представляли бесспорную оппозицию индустриальной политике С. Ю. Витте.
В 1890-х гг. земцы проявили повышенный интерес к проблеме введения всеобщего начального обучения. На земском съезде 1902 г. этот вопрос был тесно увязан с интересами развития сельского хозяйства и ростом благосостояния сельского населения.
На рубеже 1890-х-1900-х гг. также активно обсуждалось возможное введение мелкой земской единицы. Эта новая административная единица, или волостное земство, по заключению агрономического съезда февраля 1901 г., должна носить обязательный характер, быть всесословной, иметь определенную территорию, право самообложения, иметь выборные исполнительные органы, не должна обладать полицейскими и судебными функциями.
Голод в России (1891—1892) привёл к активизации общественности для помощи голодающим через земские учреждения и путём сбора и распределение благотворительных средств. Постепенно сформировался своеобразный «либеральный миф» о голоде 1891—1892 годов — неудачи правительства в организации помощи голодающим, равно как и успехи волонтёрского движения, в общественном мнении воспринимались чрезвычайно преувеличенными. Такое, далёкое от объективности, восприятие событий приводило к широкому выводу о том, что царизм и бюрократический строй являются тормозом, препятствующим нормальному развитию страны; а передача максимума инициативы и власти обществу (в лице местного самоуправления, парламента, общественных организаций) приведёт к быстрому процветанию и прогрессу. Первым практическим последствием такого взгляда оказалось постепенное сплочение земского движения, сыгравшего одну из главных ролей в событиях революции 1905—1907 годов. Таким образом, события 1891—1892 годов оказались как бы спусковым крючком, запустившим медленно развивавшийся конфликт либеральной общественности и самодержавия.
Главными легальными формами земского либерального движения стали адреса и ходатайства, обращенные к верховной власти. Они имели агитационное и организационное значения, поскольку таким путём пропагандировались идеи и вырабатывались единые требования земского либерализма. Для обсуждения волнующих их вопросов земцы активно использовали съезды, заседания, комитеты различных общественных организаций, профессиональных объединений интеллигенции и научных обществ: обществ естествоиспытателей и врачей, юристов, Вольного экономического общества и др.
Нелегальные формы земской деятельности — общеземские съезды, политические встречи представителей земств с неземской интеллигенцией. Первые такие собрания были организованы в 1878 г., а первый земский съезд относится к 1879 г. В 1899—1905 гг. действовал полулегальный кружок «Беседа», объединявший 42 человека из 10 губерний. С 1902 г. земские либеральные деятели участвовали в издании журнала «Освобождение».
В начале XX века в земском либеральном движении отчетливо выделяются два течения: более умеренное под руководством Д. Н. Шипова и течение земцев-конституционалистов, в 1903 г. оформившееся в нелегальный Союз земцев-конституционалистов. Эти две группы стали базой для создания в 1905 г. партий октябристов и кадетов.
Земский съезд 1904 года — первый легальный — принял резолюцию с требованием народного представительства и гражданских свобод. Съезд дал толчок кампании петиций, требовавших ограничить власть чиновников и призвать общественность к управлению государством. Вследствие допущенного правительством ослабления цензуры тексты земских петиций проникли в печать и стали предметом всеобщего обсуждения.
Земские съезды, состоявшиеся в феврале, апреле, мае, июле, сентябре 1905, стали важными событиями революции.
После разрешения легальной деятельности политических партий в России в октябре 1905 г. земское либеральное движение как единое целое перестало существовать, поскольку центр тяжести в оппозиционной политической борьбе переместился в создаваемые партии.